# Marcus Valda
Marcus Girard Valda (ur. 3 kwietnia 1981) – filipiński zapaśnik walczący w stylu wolnym i klasycznym. 
Zajął 26. miejsce na mistrzostwach świata w 2006. Jedenasty na igrzyskach azjatyckich w 2006. Piąty na mistrzostwach Azji w 2003. Złoty medalista igrzysk Azji Południowo-Wschodniej w 2003, 2005 i srebrny w 2007 roku.